# George E. Sangmeister

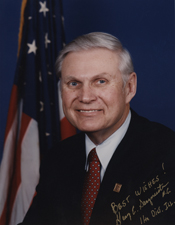
George E. Sangmeister

George Edward Sangmeister (* 16. Februar 1931 in Frankfort, Will County, Illinois; † 7. Oktober 2007 in Joliet, Illinois) war ein US-amerikanischer Politiker. Zwischen 1989 und 1995 vertrat er den Bundesstaat Illinois im US-Repräsentantenhaus.

## Werdegang
George Sangmeister besuchte die öffentlichen Schulen in der Joliet Township und danach zwischen 1949 und 1951 das Joliet Junior College. Während des Koreakrieges diente er in den Jahren 1951 bis 1953 in der US Army. Danach setzte er bis 1957 seine Ausbildung am Elmhurst College fort. Nach einem anschließenden Jurastudium an der John Marshall Law School in Chicago und seiner 1960 erfolgten Zulassung als Rechtsanwalt begann er in diesem Beruf zu arbeiten. In den Jahren 1961 bis 1963 war er im Will County Friedensrichter. Von 1961 bis 1964 war er dort auch als Amtsrichter tätig. Danach wurde er im selben Bezirk Staatsanwalt. Dieses Amt bekleidete er zwischen 1964 und 1968. Gleichzeitig schlug er als Mitglied der Demokratischen Partei eine politische Laufbahn ein. Von 1972 bis 1976 war Sangmeister Abgeordneter im Repräsentantenhaus von Illinois; von 1976 bis 1987 gehörte er dem Staatssenat an. 1986 strebte er erfolglos die Nominierung seiner Partei für das Amt des Vizegouverneurs von Illinois an.
Bei den Kongresswahlen des Jahres 1988 wurde Sangmeister im vierten Wahlbezirk von Illinois in das US-Repräsentantenhaus in Washington, D.C. gewählt, wo er am 3. Januar 1989 die Nachfolge des Republikaners Jack Davis antrat. Nach zwei Wiederwahlen konnte er bis zum 3. Januar 1995 drei Legislaturperioden im Kongress absolvieren. Seit 1993 vertrat er dort als Nachfolger von Frank Annunzio den elften Distrikt seines Staates. Im Jahr 1994 verzichtete er auf eine weitere Kandidatur.
Nach dem Ende seiner Zeit im US-Repräsentantenhaus praktizierte George Sangmeister wieder als Anwalt. Er starb am 7. Oktober 2007 in Joliet an Leukämie.